# Krass Clement
Pour les articles homonymes, voir Clément.
Krass Clement, né le 15 mars 1946 à Copenhague, au Danemark, est un photographe danois.

## Récompenses et distinctions
- 2006 : Prix Fogtdal de photographie